# Palmenella
Palmenella is een geslacht van kreeftachtigen uit de klasse van de Ostracoda (mosselkreeftjes).

## Soorten
- Palmenella americana Blake, 1929
- Palmenella californica Triebel, 1957 †
- Palmenella carida Benson, 1959
- Palmenella parvula (Herrig, 1976) Hanai, Ikeya & Yajima, 1980 †
- Palmenella retiformis Guan, 1978 †

Niet geaccepteerde soort:
- Palmenella limicola, synoniem van Kyphocythere limicola